# Концерт для фортепиано с оркестром (Григ)
Конце́рт для фортепиа́но с орке́стром ля мино́р op. 16, одно из самых знаменитых и часто исполняемых сочинений Эдварда Грига, создан композитором в 1868 году во время пребывания в Дании. Примерная продолжительность 28 минут. Состав:
1. Allegro molto moderato (ля минор → до мажор → ля мажор → ля минор)
2. Adagio (ре-бемоль мажор → ми мажор → ре-бемоль мажор)
3. Allegro moderato molto e marcato (ля минор → фа мажор → ля минор → ля мажор)

Концерт отличается ярким национальным своеобразием музыки (например, за основу третьей части взята тема народного танца халлинг), виртуозной партией фортепиано, по мощи и гамме выражаемых настроений приближающейся к оркестровому звучанию. Это произведение получило высокую оценку Ференца Листа, чуткого к самобытности, часто первым оценивавшим талант многих великих композиторов.
Премьера концерта состоялась 3 апреля 1869 года в Копенгагене (солист Эдмунд Нейперт, дирижёр Хольгер Симон Паулли); композитор отсутствовал, вынужденный по делам уехать в Норвегию, среди присутствовавших были Нильс Гаде и Антон Рубинштейн, одолживший для концерта собственный рояль. Пять месяцев спустя концерт впервые прозвучал в Норвегии. В 1872 г. по протекции Юхана Свенсена партитура была опубликована в Лейпциге. Первоначально концерт был посвящён Григом памяти Рикарда Нурдрока, однако при втором издании появилось посвящение Нейперту. На протяжении всей жизни Григ возвращался к партитуре, внося в неё разнообразные поправки. Кроме того, Григ работал над переложением для двух фортепиано — эту работу позднее завершил Карой Терн.

## Состав оркестра
Деревянные духовые
2 флейты
2 гобоя
2 кларнета (A, B)
2 фагота
Медные духовые
4 валторны (E, Es)
2 трубы (C, A)
3 тромбона
Ударные
Литавры
Струнные
Скрипка соло
I и II скрипки
Альты
Виолончели
Контрабасы

## Основные записи
- Северин Айзенбергер (оркестр Консерватории Цинциннати, дирижёр Александр фон Крейслер) — запись 1938 года; Айзенбергер в молодости играл концерт с оркестром под управлением автора[1]
- Оскар Левант (Филармонический симфонический оркестр Нью-Йорка, дирижёр Ефрем Курц)
- Перси Грейнджер (симфонический оркестр «Голливудская чаша», дирижёр Леопольд Стоковский)
- Артур Рубинштейн (симфонический оркестр студии RCA Victor, дирижёр Алфред Уолленстайн)
- Артур Рубинштейн (Лондонский симфонический оркестр, дирижёр Андре Превин)
- Артур Рубинштейн (Филадельфийский оркестр, дирижёр Юджин Орманди)
- Раду Лупу (Лондонский симфонический оркестр, дирижёр Андре Превин)
- Дину Липатти (Оркестр Филармония, дирижёр Альчео Гальера)
- Вальтер Гизекинг (оркестр Берлинской государственной оперы, дирижёр Ханс Росбауд)
- Артуро Бенедетти Микеланджели (оркестр театра Ла Скала, дирижёр Альчео Гальера)
- Клаудио Аррау (Оркестр Консертгебау, дирижёр Кристоф фон Донаньи)
- Клаудио Аррау (Бостонский симфонический оркестр, дирижёр Колин Дэвис)
- Бенно Моисеевич (Оркестр Филармония, дирижёр Отто Аккерман)
- Дьёрдь Цифра (Будапештский симфонический оркестр, дирижёр Дьёрдь Цифра-младший)
- Леон Флейшер (Кливлендский оркестр, дирижёр Джордж Селл)
- Самсон Франсуа (Национальный оркестр Французского радио и телевидения, дирижёр Луи Фремо)
- Вэн Клайберн (Филадельфийский оркестр, дирижёр Юджин Орманди)
- Филипп Антремон (Филадельфийский оркестр, дирижёр Юджин Орманди)
- Святослав Рихтер (Московский государственный симфонический оркестр, дирижёр Кирилл Кондрашин)
- Святослав Рихтер (оркестр оперы Монте-Карло, дирижёр Ловро фон Матачич)
- Белла Давидович (Сиэтлский симфонический оркестр, дирижёр Джерард Шварц)
- Фелиция Блюменталь (оркестр Vienna Pro Musica, дирижёр Ханс Сваровски)
- Геза Анда (Берлинский филармонический оркестр, дирижёр Рафаэль Кубелик)
- Кристиан Цимерман (Берлинский филармонический оркестр, дирижёр Герберт фон Караян)
- Нельсон Фрейре (Мюнхенский филармонический оркестр, дирижёр Рудольф Кемпе)
- Мюррей Перайя (Симфонический оркестр Баварского радио, дирижёр Колин Дэвис)
- Хорхе Болет (Симфонический оркестр Берлинского радио, дирижёр Рикардо Шайи)
- Джон Огдон (Новая Филармония, дирижёр Пааво Берглунд)
- Гаррик Олссон (Академия Святого Мартина в полях, дирижёр Невилл Марринер)
- Маргарет Фингерхат (Ольстерский оркестр, дирижёр Вернон Хэндли)
- Лилия Зильберштейн (Гётеборгский симфонический оркестр, дирижёр Неэме Ярви)
- Стивен Хаф (Бергенский филармонический оркестр, дирижёр Эндрю Литтон)
- Сета Таниель (Лондонский симфонический оркестр, дирижёр Рафаэль Фрюбек де Бургос)
- Лейф Ове Андснес (Бергенский филармонический оркестр, дирижёр Дмитрий Китаенко)
- Жан-Ив Тибоде (Роттердамский филармонический оркестр, дирижёр Валерий Гергиев)
- Олли Мустонен (Сан-Францисский филармонический оркестр, дирижёр Херберт Бломстедт)